# Fântâna Mare
Fântâna Mare is een Roemeense gemeente in het district Suceava.
Fântâna Mare telt 2672 inwoners.